# David Krüger
Pour les articles homonymes, voir Krüger.
David Krüger est un acteur, chanteur et photographe français, né le 17 février 1968 à Paris.

## Biographie
David Krüger est le fils de l'actrice Anne Rochant.
À 17 ans, il se met au chant. Il a suivi des formations de danse tel que le Modern jazz et les claquettes ainsi qu'une formation professionnelle d'acteur.
Plus tard, il se lance dans le monde du doublage. S'illustrant dans ce domaine, il est notamment la voix française régulière de Dwayne « The Rock » Johnson, Michael Shannon, Ed Helms et Chris Pratt ainsi que l'une des voix de Barry Pepper, Adam Baldwin, Shemar Moore, Jay R. Ferguson et John Cena.
En 2001, lors d'une session d'essai pour une audition parmi trois ou quatre autres acteurs, il est choisi pour interpréter le personnage de John 117 dans le jeu vidéo sur console Halo: Combat Evolved, qui par la suite est devenu l'une des icônes du milieu du jeu vidéo. Un rôle qu'il continuera de suivre dans la saga Halo et également dans la série télévisée, incarné à l'écran par Pablo Schreiber.
Très présent dans les jeux vidéo, il est également la voix de Dettlaff dans The Witcher 3: Wild Hunt – Blood and Wine, Zevran dans les jeux Dragon Age, M. Torgue dans les jeux Borderlands, ou encore le commandant Zavala dans les jeux Destiny.
En parallèle à sa carrière d'acteur, il s'adonne à la photographie,.

## Filmographie

### Cinéma

#### Longs métrages
- 2008 : Secret défense de Philippe Haïm : l'interrogateur DGSE
- 2009 : Eden à l'ouest de Costa-Gavras : le premier rabatteur de l'usine

#### Courts métrages
- ? : Dernière Volonté (Lash Wish) d'Adam Krüger : le prêtre
- 2008 : Encore une nuit de merde dans cette ville pourrie d'Edouard Rose : le narrateur

### Télévision

#### Téléfilms
- 1991 : Le Squale de Claude Boissol : le fils Norge
- 2009 : Obsession(s) de Frédéric Tellier : le technicien IPJ

#### Séries télévisées
- 1991 : Commissaire Moulin : Arnaud Benazet (saison 4, épisode 1 : L'Ours vert)
- 2003 : Navarro : Bonnard (saison 15, épisode 2 : Police racket)
- 2009 : Ce jour-là, tout a changé : le narrateur (saison 1, épisode 2 : L'Évasion de Louis XVI)
- 2010 : Les Bleus : Premiers pas dans la police : Gilbert (saison 3, épisode 4 : Le passé retrouvé)
- 2015 : Commissaire Magellan : le journaliste (saison 5, épisode 3 : Grand large)

## Doublage

### Cinéma

#### Films
- Dwayne « The Rock » Johnson dans (20 films) :
  - Fast and Furious 5 (2011) : l'agent Luke Hobbs
  - G.I. Joe : Conspiration (2013) : le sergent-major Marvin « Roadblock » Hinton
  - Fast and Furious 6 (2013) : l'agent Luke Hobbs
  - No Pain No Gain (2013) : Paul Doyle
  - Empire State (2014) : James Ransome
  - Hercule (2014) : Hercule
  - Fast and Furious 7 (2015) : agent Luke Hobbs
  - Agents presque secrets (2016) : Bob Stone / Robbie Weirdicht
  - Fast and Furious 8 (2017) : agent Luke Hobbs
  - Baywatch : Alerte à Malibu (2017) : Mitch Buchannon
  - Jumanji : Bienvenue dans la jungle (2017) : Dr Smolder Bravestone
  - Skyscraper (2018) : Will Sawyer
  - Une famille sur le ring (2019) : Dwayne « The Rock » Johnson[n 1]
  - Fast and Furious: Hobbs and Shaw (2019) : l'agent Luke Hobbs
  - Jumanji: Next Level (2019) : Dr Smolder Bravestone
  - Jungle Cruise (2021) : Francisco Lopez de Heredia / Frank Wolff
  - Red Notice (2021) : l'agent spécial du FBI John Hartley
  - Black Adam (2022) : Teth-Adam / Black Adam
  - Fast and Furious 10 (2023) : l'agent Luke Hobbs (scène post-générique)
  - Red One (2024) : Callum Drift

- Michael Shannon dans (18 films) :
  - World Trade Center (2006) : Dave Karnes
  - 7 h 58 ce samedi-là (2007) : Dex
  - 13 (2010) : Henry
  - Premium Rush (2012) : Bobby
  - The Iceman (2013) : Richard Kuklinski
  - Young Ones (2014) : Ernest Holm
  - Broadway Therapy (2015) : un agent de sécurité
  - Elvis and Nixon (2016) : Elvis Presley
  - Frank et Lola (2016) : Frank
  - Loving (2016) : Grey Villet
  - La Forme de l'eau (2017) : le colonel Richard Strickland
  - The Current War : Les Pionniers de l'électricité (2017[n 2]) : George Westinghouse
  - Horse Soldiers (2018) : Cal Spencer
  - What They Had (2018) : Nick
  - À couteaux tirés (2019) : Walter « Walt » Thrombey
  - Bullet Train (2022) : « La Mort Blanche »
  - Amsterdam (2022) : Henry Norcross
  - Abandoned (2022) : Renner

- Ed Helms dans (13 films) :
  - Very Bad Trip (2009) : Dr Stuart « Stu » Price
  - Very Bad Trip 2 (2011) : Dr Stuart « Stu » Price
  - Jeff, Who Lives at Home (2011) : Pat
  - Very Bad Trip 3 (2013) : Dr Stuart « Stu » Price
  - Les Miller, une famille en herbe (2013) : Brad Gurdlinger
  - Stretch (2014) : Karl
  - Vive les vacances (2015) : Rusty Griswold
  - Noël chez les Cooper (2015) : Hank
  - Mariés... mais pas trop (2017) : Noah
  - Father Figures (2017) : Peter Reynolds
  - Corporate Animals (2019) : Brandon
  - Coffee et Kareem (2020) : l'officier Coffee
  - Family Switch (2023) : Bill Walker

- Chris Pratt dans (13 films) :
  - Les Gardiens de la Galaxie (2014) : Peter Jason Quill / Star-Lord
  - Jurassic World (2015) : Owen Grady
  - Les Sept Mercenaires (2016) : Josh Farraday, le joueur
  - Passengers (2016) : Jim Preston
  - Les Gardiens de la Galaxie Vol. 2 (2017) : Peter Jason Quill / Star-Lord
  - Avengers: Infinity War (2018) : Peter Jason Quill / Star-Lord
  - Jurassic World: Fallen Kingdom (2018) : Owen Grady
  - Avengers: Endgame (2019) : Peter Jason Quill / Star-Lord
  - The Tomorrow War (2021) : James Daniel « Dan » Forester, Jr.
  - Jurassic World : Le Monde d'après (2022) : Owen Grady
  - Thor: Love and Thunder (2022) : Peter Jason Quill / Star-Lord
  - Les Gardiens de la Galaxie Vol. 3 (2023) : Peter Jason Quill / Star-Lord
  - The Electric State (2025) : Keats

- Frank Grillo dans (5 films) :
  - Captain America : Le Soldat de l'hiver (2014) : Brock Rumlow / Crossbones
  - Captain America: Civil War (2016) : Brock Rumlow / Crossbones
  - Avengers: Endgame (2019) : Brock Rumlow / Crossbones
  - Point Blank (2019) : Abe Guevara
  - A Day to Die (2022) : le capitaine Brice Mason

- Barry Pepper dans (4 films) :
  - True Grit (2010) : « Lucky » Ned Pepper, le chef de bande
  - Infiltré (2013) : l'agent Cooper
  - Lone Ranger : Naissance d'un héros (2013) : le capitaine Jay Fuller
  - Secret d'État (2014) : Russell Dobson

- John Cena dans (4 films) :
  - The Wall (2017) : le sergent-chef Shane Matthews
  - Bumblebee (2018) : l'agent Jack Burns
  - Le Voyage du Docteur Dolittle (2020) : Yoshi l'ours polaire (voix)
  - La Bulle (2022) : Steve

- David Arquette dans :
  - Wild Bill (1995) : Jack McCall
  - Spot (2001) : Gordon
  - Arac Attack, les monstres à huit pattes (2002) : Chris McCormick

- Cuba Gooding Jr. dans :
  - 50 Degrés Fahrenheit (2000) : Arlo
  - École paternelle 2 (2007) : Charlie Hinton
  - The Way of War (2009) : David Wolfe

- Guy Pearce dans :
  - Deux Frères (2004) : Aidan McRory
  - Trahison (2008) : Roy Clayton
  - Histoires enchantées (2008) : Kendall

- Will Ferrell dans :
  - Les Producteurs (2005) : Franz Liekind
  - Ricky Bobby : Roi du circuit (2006) : Ricky Bobby
  - Frangins malgré eux (2008) : Brennan Huff

- Bobby Cannavale dans :
  - Happy Endings (2005) : Javier Duran
  - Very Bad Dads (2015) : Dr Emilio Francisco
  - Inarrêtable (2024) : Rick Robles

- Shemar Moore dans :
  - Comment se remettre d'un chagrin d'amour (2017) : Matthew Taylor
  - Sonic 2, le film (2022) : Randall Handel
  - Sonic 3, le film (2024) : Randall Handel

- Joe Spinell dans :
  - Le Parrain (1972[n 3] : Willi Cicci
  - Le Parrain, 2e partie (1974[n 3]) : Willi Cicci

- Stephen Baldwin dans :
  - Deux garçons, une fille, trois possibilités (1994) : Stuart
  - Bio-Dome (1996) : Doyle Johnson

- Jonathan Rhys-Meyers dans :
  - Le Maître du jeu (1997) : Josh Minnell
  - Mission impossible 3 (2006) : Declan

- Steve Zahn dans :
  - Hors d'atteinte (1998) : Glenn Michaels
  - Casses en tous genres (1998) : Eddie

- Christian Bale dans :
  - Shaft (2000) : Walter Wade Jr.
  - Equilibrium (2003) : John Preston

- Anson Mount dans :
  - Urban Legend 2 : Coup de grâce (2000) : Toby Belcher
  - Hood of Horror (2006) : Tex Woods Jr.

- Mark Pellegrino[6] dans :
  - Mais qui a tué Mona ? (2000) : Murph Calzone
  - Truman Capote (2006) : Dick Hickock

- Jason Lee dans :
  - Vanilla Sky (2002) : Brian Shelby
  - Underdog, chien volant non identifié (2008) : Underdog (voix)

- Jon Favreau dans :
  - La Plus Belle Victoire (2004) : Ron Roth
  - I Love You, Man (2009) : Barry

- Woody Harrelson dans :
  - Bienvenue à Zombieland (2009) : Tallahassee
  - Retour à Zombieland (2019) : Tallahassee

- Dash Mihok dans :
  - Effraction (2012) : Ty
  - Happiness Therapy (2013) : l'officier Keogh

- Toby Kebbell dans :
  - La Planète des singes : L'Affrontement (2014) : Koba
  - La Planète des singes : Suprématie (2017) : Koba

- 1978[n 4] : Le Maître chinois : « Jambe de Foudre », le tueur (Hwang Jang-lee)
- 1989[n 5] : Outrages : le sergent Tony Meserve (Sean Penn)
- 1991 : Jungle Fever : Vinny (Nicholas Turturro)
- 1994 : À toute allure : Will (Anthony Kiedis)
- 1995 : Hackers : Ramon Sanchez (Renoly Santiago)
- 1996 : That Thing You Do! : Heckler (Sean Whalen)
- 1997 : Will Hunting : Billy (Cole Hauser)
- 1998 : Un cadavre sur le campus : Kyle (Jason Segel)
- 1998 : Souviens-toi… l'été dernier : Barry Cox (Ryan Phillippe)
- 1998 : Big Party : Ben (Sean Patrick Thomas) et Steve, le hippie (Eric Balfour)
- 1999 : Carrie 2 : La Haine : Mark Bing (Dylan Bruno)
- 1999 : Double Jeu : l'expert internet (Daniel Lapaine)
- 1999 : Chevauchée avec le diable : George Clyde (Simon Baker)
- 2000 : Danse ta vie : Sergei (Ilia Kulik)
- 2000 : Hollow Man : L'Homme sans ombre : Carter Abbey (Greg Grunberg)
- 2000 : Ordinary Decent Criminal : Gerry (Paul Hickey)
- 2000 : The Patriot : Le Chemin de la liberté : Danvers (Mark Twogood)
- 2000 : The Crow 3: Salvation : Phillip Dutton (Bill Mondy)
- 2000 : Way of the Gun : Longbaugh (Benicio del Toro)
- 2000 : 60 secondes chrono : Tumbler (Scott Caan)
- 2001 : Évolution : Wayne Green (Seann William Scott)
- 2001 : Pearl Harbor : le lieutenant Billy Thompson (William Lee Scott)
- 2001 : Le Retour de la momie : Spivey (Tom Fisher)
- 2001 : L'Aventurier du grand nord : Kevin Manley (Skeet Ulrich)
- 2002 : Allumeuses ! : Michael (Eddie McClintock)
- 2002 : La Chute du faucon noir : Cliff Wolcott (Jeremy Piven)
- 2002 : Minority Report : Lycon (David Stifel)
- 2002 : Le Roi Scorpion : Takmet (Peter Facinelli)
- 2002 : Pluto Nash : l'agent de sécurité (Terry Haig)
- 2003 : Le Peuple des ténèbres : Paul Loomis (Marc Blucas)
- 2003 : Les Larmes du soleil : Jason « Flea » Mabry (Chad Smith (de))
- 2003 : Le Vaisseau de l'angoisse : Dodge (Ron Eldard)
- 2003 : L'Expérience : Eckert (Timo Dierkes)
- 2003 : Anatomie 2 : Benjamin « Benny » Sachs (August Diehl)
- 2003 : Love Actually : Tony (Abdul Salis)
- 2004 : Le Sourire de Mona Lisa : Spencer Jones (Jordan Bridges)
- 2004 : La Grande Arnaque : Jack Ryan (Owen Wilson)
- 2004 : Ong-bak : George (Petchtai Wongkamlao)
- 2004 : Laurel Canyon : Ian McKnight (Alessandro Nivola)
- 2005 : Profession profiler : Lucas Harper (Jonny Lee Miller)
- 2005 : Match Point : l'agent de police (Paul Kaye) et Alan Sinclair (Geoffrey StreatFeild)
- 2005 : Dirty : Brax (Wood Harris)
- 2005 : Doom : le soldat Katsuhiko « Mac » Kumanosuke Takahashi (Yao Chin)
- 2005 : XXX2: The Next Level : le lieutenant Alabama « Bama » Cobb (John Gleeson Connolly)
- 2006 : Magic Baskets 2 : le pasteur (Viv Leacock)
- 2006 : Half Light : Brian (Henry Ian Cusick)
- 2006 : Idlewild Gangsters Club : Rooster (Antwan Andre Patton)
- 2007 : Bad Times : Leo (Blue Mesquita)
- 2007 : Stardust, le mystère de l'étoile : Primus (Jason Flemyng)
- 2007 : Le Royaume (The Kingdom) : Francis Manner (Kyle Chandler)
- 2007 : Next : Roybal (José Zúñiga)
- 2007 : Mi$e à prix : Bill, le chef de la sécurité (Matthew Fox)
- 2007 : 30 Jours de nuit : Billy Kitka (Manu Bennett)
- 2007 : The Invisible : Marcus Bohem (Alex O'Loughlin)
- 2007 : Sukiyaki Western Django : le chef de la bande qui agresse Ringo ([Qui ?])
- 2008 : Baby Mama : Oscar (Romany Malco)
- 2008 : Balles de feu : Gary (Diedrich Bader)
- 2008 : Nos nuits à Rodanthe : Charlie Torrelson (Pablo Schreiber)
- 2009 : Outpost : Taktorov (Brett Fancy)
- 2009 : Les Anges de Boston 2 : Jimmy (Robb Wells)
- 2009 : Anges et Démons : M. Grey, l'assassin (Nikolaj Lie Kaas)
- 2009 : Watchmen : Les Gardiens : Doug Roth (John Shaw)
- 2009 : Fighting : Harvey Boarden (Terrence Howard)
- 2009 : Clones : le colonel Brendon (Michael Cudlitz)
- 2009 : Star Trek : Ayel (Clifton Collins Jr.)
- 2009 : La Montagne ensorcelée : Dominik (Robert Torti)
- 2009 : [REC]² : José, le pompier (Juli Fàbregas)
- 2009 : Arthur et la Vengeance de Maltazard : Mono Cyclop (Allan Wenger) (voix)
- 2010 : Greenberg : Ivan Schrank (Rhys Ifans)
- 2010 : Green Zone : le major Briggs (Jason Isaacs)
- 2010 : The Dinner : Caldwell (Ron Livingston)
- 2010 : Piranha 3D : Sam (Ricardo Antonio Chavira)
- 2010 : Date limite : l'agent fédéral mexicain (Marco Rodríguez (en))
- 2011 : Mes meilleures amies : Ted (Jon Hamm)
- 2011 : Le Silence des ombres : l'inspecteur Danton (Steven Rishard)
- 2011 : Priest : le prêtre (Paul Bettany)
- 2011 : World Invasion: Battle Los Angeles : le caporal Peter Kerns (Jim Parrack)
- 2011 : Kill List : Jay (Neil Maskell)
- 2011 : The Hit List : l'inspecteur Neil McKay (Jonathan LaPaglia) (sorti directement en DVD)
- 2011 : Détective Dee : Le Mystère de la flamme fantôme : Shatuo Zhong (Tony Leung Ka-fai)
- 2011 : Les Aventures de Tintin : Le Secret de La Licorne : Allan Thompson (Daniel Mays)
- 2011 : Zookeeper : Shane (Donnie Wahlberg)
- 2011 : Colombiana : Fabio (Jesse Borrego)
- 2012 : Aftershock : le gringo (Eli Roth)
- 2013 : Maniac : Jason, le petit ami d'Anna (Sammi Rotibi)
- 2014 : Sabotage : Joe « Grinder » Phillips (Joe Manganiello)
- 2014 : Top Five : lui-même (DMX)
- 2014 : Equalizer : Frank Masters (David Harbour)
- 2015 : À la poursuite de demain : Eddie Newton (Tim McGraw)
- 2015 : Strictly Criminal : Tommy King (Scott Anderson)
- 2015 : Code Momentum : Raymond Kelly (Brendan Sean Murray)
- 2016 : The Finest Hours : Donald Bangs (Benjamin Koldyke (en))
- 2017 : Resident Evil : Chapitre final : Christian (William Levy)
- 2017 : La Belle et la Bête : Tom, un des comparses de Gaston (Jimmy Johnston)
- 2017 : Star Wars, épisode VIII : Les Derniers Jedi : voix additionnelles
- 2018 : Death Race 4 : Beyond Anarchy : le directeur (Cameron Jack)
- 2018 : Aucun homme ni dieu : Donald Marium (James Badge Dale)
- 2019 : Gemini Man : le principal Brown (Tony Scott)
- 2019 : El Camino : Un film Breaking Bad : Neil (Scott MacArthur)
- 2019 : The Informer : Slewitt (Sam Spruell)
- 2020 : The Wrong Missy : Gary (Roman Reigns)
- 2020 : The Last Days of American Crime : l'agent William Sawyer (Sharlto Copley)
- 2020 : Greenland : un pilote d'avion (Holt McCallany)
- 2020 : Mulan : le sergent Qiang (Ron Yuan)
- 2021 : Xtreme : Lucero (Óscar Jaenada)
- 2021 : Malignant : Gabriel May (Ray Chase) (voix)
- 2021 : Plus on est de fous : Sergio (Adrià Collado)
- 2021 : Mortal Kombat : Hanzo Hasashi / Scorpion (Hiroyuki Sanada)
- 2021 : Il Divin Codino : L'art du but par Roberto Baggio : Bruno Pizzul (Bruno Pizzul (en))
- 2022 : Black Crab : Malik (Dar Salim)
- 2022 : Un talent en or massif : Martin (Ike Barinholtz)
- 2022 : Escape the Field : Ryan (Shane West)
- 2023 : L'un de nous doit mourir : Armando (Dagoberto Gama)
- 2023 : Hard Day : Yuji Kudo (Jun'ichi Okada)
- 2023 : Surrounded (en) : Wheeler (Jeffrey Donovan)
- 2024 : Jamais plus : Andrew Bloom (Kevin McKidd)
- 2024 : 5 septembre : Marvin Bader (Ben Chaplin)
- 2025 : Contre-attaque : Dámaso « Tanque » Martinez (Leonardo Alonso)

#### Films d'animation
- 1998 : Megalopolis : La Cité du démon : Kamo
- 2002 : Les Supers Nanas, le film : Ace
- 2003 : Les Enfants de la pluie : Akkar
- 2005 : Baby-Sitting Jack-Jack : Buddy / Syndrome (court métrage)
- 2008 : Appleseed Ex Machina : Briareos
- 2009 : Là-haut : Gamma
- 2010 : Raiponce : la main froide (chant)
- 2012 : Madagascar 3 : Bons baisers d'Europe : le policier italien
- 2013 : Planes : Zed
- 2013 : Monstres Academy : Chet Alexander
- 2014 : Planes 2 : Cad Spinner
- 2014 : Opération Casse-noisette : l'agent de police
- 2015 : Le Voyage d'Arlo : Pervis
- 2016 : La Ligue des justiciers vs. les Teen Titans : Barry Allen / Flash
- 2016 : Batman Unlimited : Machines contre Mutants : Barry Allen / Flash
- 2016 : LEGO Jurassic World : l'évasion de l'Indominus : Owen Grady
- 2017 : Capitaine Superslip : M. Chonchon / Capitaine Superslip[n 6]
- 2017 : Toy Story : Hors du temps : Reptillus Maximus
- 2017 : Opération Casse-noisette 2 : Frankie[n 7]
- 2018 : Suicide Squad : Le Prix de l'enfer : Eobard Thawne / Professeur Zoom
- 2018 : Lego DC Super Heroes: The Flash : Barry Allen / Flash et Eobard Thawne / Reverse Flash
- 2019[n 8] : KonoSuba, le film : Legend of Crimson : Pucchin
- 2020 : Le Noël XL de Capitaine Superslip : M. Chonchon / Capitaine Superslip
- 2021 : Même les souris vont au paradis : Grand-Croc, le mouton et le crocodile
- 2022 : Krypto et les Super-Animaux : Krypto, le chien de Superman[n 9] ; Teth-Adam / Black Adam[n 9] et son chien Anubis[n 9] (scène post-générique)
- 2024 : Ellian et le Sortilège : le roi Solon[n 10]

### Télévision

#### Téléfilms
- Götz Otto dans :
  - La Catin (2011) : König Sigismund von Luxemburg
  - La Châtelaine (2012) : König Sigismund von Luxemburg
  - Le Testament de la catin (2013) : König Sigismund von Luxemburg

- Jonathan LaPaglia dans :
  - La Voix de l'innocence (2005) : Cooper
  - Les Fantômes de l'amour (2006) : Billy Hunter

- David Chokachi dans :
  - Mélodie pour un meurtre (2007) : Dave
  - La Nuit des chauves-souris 2 (Bats: Human Harvest) (2008) : Russo

- Tony Pitts (en) dans :
  - The Red Riding Trilogy: 1980 (2009) : John Nolan
  - The Red Riding Trilogy: 1983 (2009) : John Nolan

- 1998 : Mafia : La Trahison de Gotti : le gardien de nuit (Michael Rothberger)
- 2002 : Too Legit: The MC Hammer Story : M. C. Hammer (Romany Malco)
- 2005 : Un inconnu dans mon lit : Ryan Hansen (Chris Kramer)
- 2006 : Sous haute tension : John Preston (David Arquette)
- 2006 : Un mariage presque parfait : Ben Rosen (Eddie McClintock)
- 2009 : Le Visage du crime : Charles (Martin Donovan)
- 2010 : Le Cœur de la famille : Brian Westman (Jay Huguley)
- 2014 : Aaliyah : Destin brisé : Michael « Mike » Haughton (Sterling Jarvis)
- 2015 : L'Enfant de Buchenwald : Andre Höfel (Peter Schneider)
- 2016 : La Seconde Femme : Ed Warwick (Nick Principe)
- 2018 : Fahrenheit 451 : le capitaine Beatty (Michael Shannon)
- 2018 : Un Noël qui réparé les blessures : Peter (Dondré Whitfield (en))
- 2022 : Les Gardiens de la Galaxie : Joyeuses Fêtes : Peter Jason Quill / Star-Lord (Chris Pratt)
- 2022 : Son ex, mon obsession : Rob (Masud Olufani)
- 2023 : Hantée par mon mari : Billy Moss (Brian J. White)
- 2024 : Le Silence des ânes (de) : Lutz Seeger (Valentin Sottopietra)

#### Séries télévisées
- Jay R. Ferguson dans (5 séries) :
  - Surface (2006) : Rich Connelly (15 épisodes)
  - Lie to Me (2009) : Jimmy (saison 2, épisode 5)
  - Ghost Whisperer (2010) : Gil Bradley (saison 5, épisode 19)
  - Burn Notice (2012) : John O'Lear (saison 5, épisode 7)
  - Twin Peaks (2017) : l'agent spécial Randall Headley (saison 3)

- Adam Baldwin dans (4 séries) :
  - Day Break (2006-2007) : l'inspecteur Chad Shelten (13 épisodes)
  - Chuck (2007-2012) : le major puis colonel John Casey (91 épisodes)
  - Castle (2012 / 2015) : l'inspecteur Ethan Slaughter (saison 4, épisode 21 et saison 8, épisode 6)
  - New York, unité spéciale (2012) : le capitaine Steven Harris (saison 14)

- Jonathan LaPaglia dans :
  - Washington Police (2001-2004) : l'officier Kevin Debreno (66 épisodes)
  - Cold Case : Affaires classées (2008-2010) : Curtis Bell (10 épisodes)
  - La Gifle (2011) : Hector (mini-série)

- Rick Hoffman dans :
  - Philly (2001-2002) : Terry Loomis (22 épisodes)
  - The Practice : Donnell et Associés (2004) : Harvey Clarke (saison 8)
  - Samantha qui ? (2007-2009) : Chase Chapman (9 épisodes)

- Andy Richter dans :
  - Le Monde merveilleux d'Andy Richter (2002-2003) : Andy Richter (19 épisodes)
  - Happy Family (2004) : Clerk (épisode 17)
  - Bones (2009) : Henry Simon (saison 4, épisode 12)

- Romany Malco dans :
  - Weeds (2005-2012) : Conrad Shepard (38 épisodes)
  - Super Hero Family (2010-2011) : George St. Cloud (20 épisodes)
  - The Good Wife (2011) : Justin Coyne (saison 3)

- Pablo Schreiber dans :
  - Lights Out (en) (2011) : Johnny Leary (13 épisodes)
  - New York, unité spéciale (2013-2014) : William Lewis (8 épisodes)
  - Halo (depuis 2022) : le major John-117 / Spartan 117

- Michael Easton dans :
  - VR.5 (1995) : Duncan (13 épisodes)
  - Total Recall 2070 (1999) : David Hume (22 épisodes)

- Max Perlich dans :
  - Homicide (1995-1997) : James H. Brodie (36 épisodes)
  - Justified (2012-2014) : Sammy Tonin (4 épisodes)

- Rick Worthy (en) dans :
  - Murder One (1996-1997) : Rickey Latrell (saison 2)
  - Boomtown (2003) : Malcolm Baker (saison 1, épisode 16)

- Bobby Cannavale dans :
  - Ally McBeal (2002) : Wilson Jade (saison 5)
  - The Watcher (2022) : Dean Brannock

- Ted Atherton (en) dans :
  - Sue Thomas, l'œil du FBI (2002-2005) : Myles Leland III (56 épisodes)
  - The Border (2008-2010) : le ministre Clifford Holland (16 épisodes)

- Christopher Wiehl dans :
  - Monk (2003) : Scott Gregorio (saison 2, épisode 3)
  - Ghost Whisperer (2006) : Matt Vonner (saison 2, épisode 10)

- Jeffrey Donovan dans :
  - Les Forces du mal (2004) : l'inspecteur David Creegan (12 épisodes)
  - Monk (2006) : Steve Wagner (saison 4, épisode 14)

- Gil Birmingham dans :
  - Into the West (2005) : Dog Star (mini-série)
  - Castle (2010) : Cacaw Te (saison 2, épisode 19)

- Shemar Moore dans :
  - Esprits criminels (2005-2016) : l'agent spécial Derek Morgan (252 épisodes)
  - S.W.A.T. (depuis 2017) : le sergent Daniel « Hondo » Harrelson (129 épisodes - en cours)

- David Chokachi dans :
  - Roman noir (2006) : Dave (épisode 9)
  - Makaha Surf (2006-2009) : Justin Healy (36 épisodes)

- Jeremy Davidson dans :
  - American Wives (2007-2012) : Chase Moran (58 épisodes)
  - Royal Pains (2014) : Ray Mazzarino (saison 6)

- Brian Austin Green dans :
  - Terminator : Les Chroniques de Sarah Connor (2008-2009) : Derek Reese (23 épisodes)
  - Les Experts : Miami (2010) : Anthony Green (saison 7, épisode 25)

- Andrew Rothenberg dans :
  - True Blood (2008) : Malcolm (saison 1)
  - Dark Blue : Unité infiltrée (2010) : Iggy (saison 2, épisode 1)

- Lars Ranthe dans :
  - Le Pacte (2009) : Fabio
  - L'Ancien Combat (2018) : Tom (mini-série)

- Antonio Jaramillo dans :
  - Burn Notice (2013) : le lieutenant Garza (saison 6, épisode 12)
  - Shades of Blue (2016) : Miguel Zepeda (saison 1)

- Norbert Leo Butz dans :
  - Bloodline (2015-2017) : Kevin Rayburn[7] (33 épisodes)
  - Justified: City Primeval (2023) : Norbert Bryl (mini-série)

- Kurt Yaeger (en) dans :
  - Quarry (2016) : Suggs (4 épisodes)
  - Tell Me a Story (2018-2019) : Terry Mitchell (8 épisodes)

- Chris Pratt dans :
  - Mom (2017) : Nick Banaszak (saison 4, épisode 11)
  - The Terminal List (2022) : James Reece

- Sam Spruell dans :
  - The North Water (en) (2021) : Cavendish (mini-série)
  - Dune: Prophecy (2024) : Horace

- Christian Jadah dans :
  - The Recruit (2022) : Dave Standish (saison 1)
  - Alert (2023) : William Winchester (saison 1, épisode 6)

- Michael Trucco dans :
  - Young Sheldon (2022) : Dusty (saison 6, épisode 3)
  - La Chute de la maison Usher (2023) : Rufus Wilmot Griswold (mini-série)

- 1988-1991 : Côte Ouest : Michael Fairgate (Pat Petersen) (2e voix, 181 épisodes)
- 1990-1991 : 21 Jump Street : l'officier Anthony « Mac » McCann (Michael Bendetti) (20 épisodes)
- 1993-1995 : Sauvés par le gong : La Nouvelle Classe : Thomas « Tommy D » De Luca (Jonathan Angel) (65 épisodes)
- 1994-1996 : Alerte à Malibu : Logan Fowler (Jaason Simmons)
- 1995 : Melrose Place : Mitch Sheridan (Joel Gretsch) (saison 3, épisode 6)
- 1998 : De la Terre à la Lune : John Young (John Posey) (mini-série)
- 1998 : Millennium : le gérant de l'immeuble / l'automobiliste (saison 1, épisode 17)
- 1998 : Brooklyn South : Clement Johnson (Richard T. Jones) (20 épisodes)
- 1999 : Dawson : Chris Wolfe (Jason Behr) (6 épisodes)
- 2000 : Popular : Adam Rotchild Ryan (Wentworth Miller)
- 2000 : Secret Agent Man : Davis (Dondré Whitfield (en)) (6 épisodes)
- 2000-2001 : DAG (en) : Jerome Daggett (David Alan Grier) (17 épisodes)
- 2000-2002 : Lydia DeLucca : Paulie DeLucca (Kevin Dillon) (36 épisodes)
- 2002 : Roswell : Jesse Ramirez (Adam Rodríguez) (17 épisodes)
- 2002-2005 : The Shield : Ricky Harris (DJ Rabiola) (saison 1, épisode 3), Navaro Quintero (Emilio Rivera) (saison 2, épisodes 1 et 5), « Traviole » (Gilbert Glenn Brown) (saison 2, épisode 13) et l'officier Lucas (Kenneth Colom) (11 épisodes)
- 2004 : Méthode Zoé : Marcos Morales (Bronson Picket) (18 épisodes)
- 2005 : Monk : Tony Lucarelli (Lochlyn Munro) (saison 3, épisode 5)
- 2005 : Kevin Hill : Damien « Dame » Ruiz (Jon Seda) (22 épisodes)
- 2006-2007 : Le Destin de Lisa : John Fuchs (Dieter Bach) (8 épisodes)
- 2006-2007 : Ghost Whisperer : Dennis McMartin (Matt Keeslar) (saison 1, épisode 16) et l’inspecteur David Campbell (Dash Mihok) (saison 3, épisode 4)
- 2007 : Californication : Todd Carr (Chris Williams (en))
- 2007 : The Unit : Commando d'élite : Keller (John Gleeson Connolly) (saison 2, épisode 16)
- 2008 : Moonlight : Mick St. John (Alex O'Loughlin)
- 2008 : Desperate Housewives : Barrett (Armie Hammer) (saison 4, épisode 8)
- 2008 : Cashmere Mafia : le prêtre [Qui ?]
- 2008 : Dr House : Derek Hoyt (Tory Kittles) (saison 3, épisode 11)
- 2008 : Eleventh Hour : l'inspecteur McNeil (Marc Blucas) (saison 1, épisode 1)
- 2008-2010 : Romanzo criminale : le Buffle (Andrea Sartoretti (it)) (22 épisodes)
- 2009 : Pushing Daisies : Randy Mann (David Arquette)
- 2009 : Desperate Housewives : Yaniv (TJ Ramini) (saison 5, épisode 14)
- 2009-2010 : Lie to Me : Milo (Jonno Roberts) (saison 1, épisode 12) et Hoodak (Ronnie Gene Blevins) (saison 3, épisode 5)
- 2010 : Lost : Les Disparus : Lennon (John Hawkes)
- 2010-2013 : Rizzoli and Isles : Dr Charles Hoyt (Michael Massee)
- 2010-2014 : Boardwalk Empire : Nelson Van Alden (Michael Shannon) (56 épisodes)
- 2011 : Castle : Earl Moreland (Craig Gellis) (saison 3, épisode 1) et Leeman Jones (Matt Bushell) (saison 3, épisode 16)
- 2011-2012 : Mad Dogs : Alvo (Ben Chaplin)
- 2013 : Cracked : Leo Beckett (Dayo Ade)
- 2013 : Alcatraz : Guy Hastings (Jim Parrack) (saison 1, épisode 5)
- 2013 : Grimm : Jarold Kempfer (Mark Pellegrino) (saison 2, épisode 3)
- 2013 : Southland : l'officier Hank Lucero (Anthony Ruivivar) (saison 5)
- 2013-2017 : Arrow : Slade Wilson / Deathstroke (Manu Bennett) (39 épisodes)
- 2014 : Suits : Avocats sur mesure : Stephen Huntley (Max Beesley) (saison 3)
- 2015 : Unbreakable Kimmy Schmidt : Dr Franff (Martin Short)
- 2015 : Fortitude : Ronnie Morgan (Johnny Harris) (9 épisodes)
- 2015-2016 : Normal Street (en) : Greg Gibbon (Ben Koldyke (en))
- 2015-2017 : Dark Matter : Marcus Boone, dit « Trois » (Anthony Lemke)
- 2016 : Les Médicis : Maîtres de Florence : Rinaldo degli Albizzi (Lex Shrapnel (en))
- 2016 : The Night Of : Calvin Hart (Ashley « Bashy » Thomas) (mini-série)
- 2016 : Lucifer : Davis Fitzgerald (Kiko Ellsworth) (saison 2, épisode 4)
- 2016-2017 : Pure Genius : Dr Walter Wallace (Dermot Mulroney) (13 épisodes)
- 2016-2017 : Younger : Colin McNichol (Jay Wilkison) (7 épisodes)
- 2016-2018 : StartUp : Daewon (Dat Phan (en)) (4 épisodes)
- 2017-2019 : The Deuce : Vincent et Frankie Martino (James Franco)
- 2017-2023 : Riverdale : le shérif Keller (Martin Cummins) (78 épisodes)
- 2018-2019 : Élite : Antonio (Alfredo Villa)
- 2018-2020 : Murder : l'agent spécial Lanford (William R. Moses) (14 épisodes)
- 2018-2023 : Mayans M.C. : Obispo « Bishop » Losa (Michael Irby) (50 épisodes)
- 2019 : Le Maître du Haut Château : le capitaine Iijima (Rich Ting)
- 2019 : Vikings : Vigrid (Martin Maloney)
- 2019 : Skylines : Ardan (Erdal Yıldız (de))
- depuis 2019 : The Chi : Otis « Douda » Perry (Curtiss Cook)
- 2020 : Marvel : Les Agents du SHIELD : William Dole / Luke (Tobias Jelinek) (saison 7)
- 2020 : Harry Bosch : Ian Hughes (Don Franklin) (saison 6)
- 2020-2021 : Feel Good : Arnie Rivers (Barry Ward (en)) (saison 1, épisode 5 et saison 2, épisode 4)
- 2020-2021 : Billions : Nico Tanner (Frank Grillo) (saison 5)
- 2021 : Innocent : Ibai Sáez (Robinson Díaz (es)) (mini-série)
- 2021 : La templanza : Mauro Larrea (Rafael Novoa (es)) (10 épisodes)
- 2021 : Rebel : Tommy Flynn (Matthew Glave)
- 2021-2023 : Young Rock : Dwayne Johnson (Dwayne Johnson) (37 épisodes)
- 2021-2024 : Squid Game : Loan Shark / M. Kim (Kim Beop-rae (es)) (saison 1, épisode 1 et saison 2, épisode 1)
- 2022 : Vikings: Valhalla : le jarl Kåre (Asbjørn Krogh Nissen)
- 2022 : The Afterparty : Brett (Ike Barinholtz) (saison 1)
- 2022 : Mythic Quest : Joe Manganiello (Joe Manganiello) (saison 3, épisodes 4 et 9)
- 2023 : 1923 : John Dutton Sr. (James Badge Dale) (3 épisodes)
- 2023 : Lawmen : L'Histoire de Bass Reeves : Esau Pierce (Barry Pepper) (mini-série)
- 2023 : Twisted Metal : l'agent Stone (Thomas Haden Church)
- 2024 : Skeleton Crew : SM-33 (Nick Frost) (voix)
- 2025 : Mercredi : Ron Kruger (Anthony Michael Hall) (saison 2)

#### Séries d'animation
- 1995-1996[n 11] : Neon Genesis Evangelion : Shiro Tokita
- 1997-1999 : Cléo et Chico : Cléo
- 2001-2006 : La Ligue des justiciers : Flash[n 12]
- 2002 : Xcalibur : Morgan et Silkar (création de voix)
- 2005 : Les Supers Nanas : Ace[n 13]
- 2006-2011 : Manny et ses outils : Marty et Crucy[8]
- 2008-2014 : Wakfu : Remington Smisse, Smisse Monde, Johnny Keu Johnny Tete, steamer, shushu (création de voix)
- 2013-2016 : Les Singestronautes : Gus
- 2016 : Les Mystérieuses Cités d'or : Shimazu (création de voix)
- 2016-2019 : Les Super Nanas : Ace, Steve, voix additionnelles
- 2018-2020 : Les Aventures extraordinaires de Capitaine Superslip : M. Chonchon / Capitaine Superslip[n 14]
- 2019 : LEGO Jurassic World : La légende d'Isla Nublar (en) : Owen Grady
- 2019-2022 : Kaguya-sama: Love is War : Papa Shirogane[9] et Saburo Odajima
- 2020 : Star Wars: The Clone Wars : Gar Saxon
- 2020 : Central Park : ?
- 2021 : Les Maîtres de l'univers : Révélation : Kronis
- 2021-2022 : Notre jeunesse en orbite (en) : l'oncle Sagami et le chef Kokubunji
- 2021-2023 : What If...? : Peter Quill[n 15] (saison 1, épisodes 2 et 9) et Brock Rumlow / Crossbones[n 16] (4 épisodes)
- 2022 : Tribe Nine (en) : le narrateur et Tenshin Otori
- 2022 : Cyberpunk: Edgerunners : Falco
- 2022 : Lastman Heroes : Elroy, Michel et voix additionnelles (création de voix)
- 2022 : Trapped in a Dating Sim: The World of Otome Games is Tough for Mobs : Lucas
- depuis 2022 : Spy × Family : Edgar et Jim Hayward
- 2023 : Make My Day (en) : Bark
- 2023 : Captain Laserhawk: A Blood Dragon Remix : Alex
- 2023-2024 : Star Wars: The Bad Batch : Shep Hazard
- 2023-2024 : Jessica et son petit monde (en) : Duane
- 2023-2024[n 17] : Undead Unluck : Spoil
- 2024 : Monstres et Cie : Au travail : Chet Alexander[n 18] (saison 2)

### Jeux vidéo
- 2001 : Halo: Combat Evolved : Major John-117
- 2002 : Impossible Creatures : Rex Chance
- 2004 : Halo 2 : Major John-117
- 2004 : Les Indestructibles : voix additionnelles
- 2004 : Shrek 2 : le Chat potté
- 2005 : Alexandra Ledermann 6 : L'École des champions : Esteban, Spike, Patrick et Harry
- 2005 : Jade Empire : Hing le marchand, Chen Yi, Zhong, le Grand Tian, Jizu l'Étrangleur, Shiji le geôlier, Percival, Esprit Mordant, Ho Chong, l'Observateur, Disciple Shi et voix additionnelles
- 2005 : Kingdom Hearts 2 : Rai
- 2005 : Ultimate Spider-Man : Wolverine
- 2006 : Gothic 3 : la plupart des esclaves
- 2006 : Alexandra Ledermann 7 : Le Défi de l'Étrier d'or : Esteban, Spike, Patrick et Harry
- 2006 : Neverwinter Nights 2 : Kelemvor
- 2007 : Halo 3 : Major John-117
- 2007 : Mass Effect : Nihlus et Chellick
- 2007 : Call of Duty 4 : Modern Warfare : voix additionnelles
- 2007 : Assassin's Creed : Jabal, le Rafik du bureau des Assassins de la ville d'Acre
- 2007 : Transformers, le jeu : Autobot/Decepticon Protoform (NDS) et voix additionnelles
- 2008 : Turok : Logan
- 2008 : Brothers in Arms: Hell's Highway : le soldat Jack Courtland
- 2008 : Volt, star malgré lui : Rhino
- 2008 : Transformers Animated : Le Jeu : Prowl et Lugnut
- 2009 : Dragon Age: Origins : Zevran
- 2009 : Call of Duty: Modern Warfare 2 : voix additionnelles
- 2009 : Risen : Luis
- 2010 : Tom Clancy's Splinter Cell: Conviction : voix additionnelles
- 2010 : Call of Duty: Black Ops : Gregori Weaver
- 2010 : Enslaved: Odyssey to the West : Monkey
- 2010 : Starcraft II: Wings of Liberty : Graven Hill, le recruteur des mercenaires
- 2010 : Split/Second Velocity : le réalisateur
- 2010 : Assassin's Creed: Brotherhood : Micheletto Corella
- 2010 : Mafia II : Henry Tomasino
- 2010 : Metro 2033 : voix additionnelles
- 2010 : Fallout: New Vegas : le légat Lanius
- 2011 : Dragon Age 2 : Zévran
- 2011 : The Elder Scrolls V: Skyrim : Florentius Baenius (DLC : Dawnguard) et voix additionnelles
- 2011 : PowerUp Heroes : le narrateur
- 2011 : DC Universe Online : plusieurs personnages
- 2011 : Tron: Evolution : Zuse
- 2011 : Crysis 2 : voix additionnelles
- 2011 : Call of Duty: Modern Warfare 3 : Grinch
- 2011 : Infamous 2 : Joseph Bertrand III
- 2011 : Thor : Dieu du tonnerre : Thor
- 2012 : Diablo III : le moine
- 2012 : Les Royaumes d'Amalur : Reckoning : Cydan
- 2012 : League of Legends : Darius
- 2012 : Borderlands 2 (+DLC : Le Carnage sanglant de M. Torgue) : M. Torgue
- 2012 : Prototype 2 : Alex Mercer
- 2012 : Tom Clancy's Ghost Recon: Future Soldier : 30K
- 2012 : Halo 4 : Major John-117
- 2012 : Resident Evil: Operation Raccoon City : Beltway
- 2012 : Spec Ops: The Line : Adams
- 2012 : Hitman: Absolution : Birdie
- 2012 : Call of Duty: Black Ops II : Samuel J. Stuhlinger et voix additionnelles
- 2012 : Far Cry 3 : ? (multijoueur)
- 2013 : Far Cry 3: Blood Dragon : Rex « Power » Colt
- 2013 : FUSE : Dalton Brooks
- 2013 : Sly Cooper : Voleurs à travers le temps : Rioichi Cooper
- 2013 : Tom Clancy's Splinter Cell: Blacklist : Isaac Briggs
- 2013 : Call of Duty: Ghosts : Gabriel Rorke
- 2013 : Les Chevaliers de Baphomet : La Malédiction du serpent : Shears
- 2013 : Crysis 3 : Michael « Psycho » Sykes
- 2013 : Disney Infinity : Syndrome
- 2013 : Planes : Zed
- 2013 : Little Big Planet : DC Comics : Batman
- 2014 : Watch Dogs : Maurice Vega
- 2014 : Destiny : le commandant Zavala
- 2014 : Call of Duty: Advanced Warfare : voix additionnelles
- 2014 : Borderlands: The Pre-Sequel : M. Torgue
- 2014 : Lego Batman 3 : Au-delà de Gotham : Jor-El (DLC : L'homme d'Acier)
- 2014 : Lords of the Fallen : Harkyn
- 2015 : Mortal Kombat X : Hanzo Hasashi / Scorpion
- 2015 : Dying Light : Harris Brecken
- 2015 : Bloodborne : Valtr de la Ligue
- 2015 : Heroes of the Storm : Kharazim et Rexxar
- 2015 : Lego Jurassic World : Owen Grady[n 19]
- 2015 : Lego Dimensions : Owen Grady[n 19], Bane
- 2015 : The Order: 1886 : Lord Darwin et voix additionnelles
- 2015 : Halo 5: Guardians : Major John-117
- 2015 : Final Fantasy XIV: Heavensward : Griffon, Grynewaht et un habitant de la baie des Vêpres
- 2015 : Resident Evil: Revelations 2 : voix-off
- 2015 : Assassin's Creed Syndicate : voix additionnelles
- 2015 : Need For Speed : voix additionnelles
- 2015 : Call of Duty: Black Ops III : voix additionnelles
- 2015 : Star Wars Battlefront : voix additionnelles
- 2016 : Homefront: The Revolution : Jackson, Franklin et voix additionnelles
- 2016 : The Witcher 3: Wild Hunt – Blood and Wine : Dettlaff
- 2016 : FIFA 17 : Andy Butler
- 2016 : Deus Ex: Mankind Divided : voix additionnelles
- 2016 : Battlefield 1 : Frederick Bishop
- 2016 : Watch Dogs 2 : voix additionnelles
- 2017 : Sniper: Ghost Warrior 3 : le capitaine Jonathan « Jon » North
- 2017 : Final Fantasy XIV: Stormblood : Grynewaht et un chef d'état-major garlemaldais
- 2017 : FIFA 18 : Andy Butler
- 2017 : Lego Marvel Super Heroes 2 : Peter Quill / Star-Lord, le Pharaon
- 2017 : Call of Duty: WWII : le sergent William Pierson[n 20]
- 2017 : Destiny 2 : le commandant Zavala
- 2017 : La Terre du Milieu : L'Ombre de la guerre : divers Uruks
- 2017 : Need for Speed: Payback : voix additionnelles
- 2017 : Star Wars Battlefront II : les clones de la République
- 2017 : Resident Evil 7: Biohazard : le soldat interrogé par Joe (DLC : End of Zoe)
- 2017 : Fortnite : voix additionnelles
- 2018 : Far Cry 5 - Hours of Darkness : Cayson « Moses » Walker et le pilote d'hélicoptère
- 2018 : Jurassic World Evolution : Owen Grady
- 2018 : FIFA 19 : Andy Butler
- 2018 : Deliver Us the Moon : Frank et Edgar Davis
- 2018 : Lego DC Super-Villains : Heatwave
- 2018 : Just Cause 4 : Javi Huerta
- 2018 : Killing Floor 2 : Mr Froster
- 2019 : Metro Exodus : Damir
- 2019 : Far Cry : New Dawn : des ravageurs
- 2019 : Mortal Kombat 11 : Hanzo Hasashi / Scorpion
- 2019 : Crash Team Racing: Nitro-Fueled : Pinstripe et Dingodile
- 2019 : Borderlands 3 : M. Torgue
- 2019 : Concrete Genie : le père d'Ash
- 2019 : Death Stranding : Higgs[n 21]
- 2019 : Star Wars Jedi: Fallen Order : Taron Malicos
- 2019 : Call of Duty: Modern Warfare : l'opérateur « Krueger »
- 2019 : Remnant: From the Ashes : le personnage principal (voix masculine 3)
- 2019 : Age of Empires II: Definitive Edition : Édouard II (DLC Lords of the West)
- 2020 : Final Fantasy VII Remake : Roche
- 2020 : Assassin's Creed Valhalla : Guthrum
- 2020 : Call of Duty: Black Ops Cold War : Grigori Weaver
- 2020 : Crash Bandicoot 4: It's About Time : Dingodile
- 2020 : Legends of Runeterra : Darius et Nocturne
- 2020 : Ghost of Tsushima : La Vipère sur l'île d'Iki
- 2021 : F1 2021 : Brian
- 2021 : Jurassic World Evolution 2 : Owen Grady
- 2021 : Fortnite : « La Fondation[n 9] »
- 2021 : Halo Infinite : Major John-117
- 2022 : Dying Light 2 Stay Human : Rowe
- 2022 : CrossfireX : Colt Maddox
- 2022 : Marvel's Midnight Suns : Crossbones
- 2023 : Atomic Heart : Charles dit « Le gant »
- 2023 : Resident Evil 4 : Jack Krauser
- 2023 : Final Fantasy XVI : Hugo Kupka
- 2023 : Mortal Kombat 1 : Kuai Liang / Scorpion
- 2023 : Jumanji : Aventures Sauvages : Dr Smolder Bravestone
- 2023 : Remnant 2 : le personnage principal
- 2024 : Rise of the Rōnin : le commodore Matthew Perry
- 2024 : Final Fantasy VII Rebirth : Roche
- 2024 : Final Fantasy XIV: Dawntrail : Otis
- 2024 : Warhammer 40,000: Space Marine 2 : voix additionnelles
- 2024 : Call of Duty: Black Ops 6 : Grigori Weaver

## Voix off
- Dwayne Johnson dans :
  - Le Défi des titans (2019-2020) : lui-même (téléréalité en 13 épisodes)
  - Les Coulisses des attractions (2021) : le narrateur
  - WWE Unreal (en) (2025) : lui-même

- Into the Weird Side (CD-DVD Live - 2009) du groupe de Métal Bawdy Festival 2